# Кузьниця-Лехова
Кузьниця-Лехова (пол. Kuźnica Lechowa) — село в Польщі, у гміні Миканув Ченстоховського повіту Сілезького воєводства.
Населення — 267 осіб (2011).
У 1975-1998 роках село належало до Ченстоховського воєводства.

## Демографія
Демографічна структура станом на 31 березня 2011 року:
|          | Загалом | Допрацездатний вік | Працездатний вік | Постпрацездатний вік |
| -------- | ------- | ------------------ | ---------------- | -------------------- |
| Чоловіки | 135     | 30                 | 93               | 12                   |
| Жінки    | 132     | 32                 | 79               | 21                   |
| Разом    | 267     | 62                 | 172              | 33                   |